# Dick Bruna
Dick Bruna (Utrecht, 23 d'agost de 1927 - 16 de febrer de 2017) fou un escriptor, artista, dissenyador gràfic i dibuixant d'historietes neerlandès.
És famós pels seus contes il·lustrats infantils. La seva creació més coneguda és Miffy, una conilleta dibuixada amb un estil simplista de molt pocs traços i la menor quantitat possible de colors.
A més d'altres llibres infantils d'estil similar (els quals va escriure i il·lustrar), Dick Bruna va il·lustrar diverses cobertes de llibres d'autors reconeguts. Els seus dissenys de caràtules per Maigret, de Georges Simenon són especialment famosos.

## Biografia
Dick Bruna és fill d'un dels majors editors d'Holanda. L'empresa familiar tenia molt d'èxit, principalment, pel fet que posseïen una llibreria pràcticament en cada estació de tren.
El seu pare va voler que es convertís en editor també, però no l'atreien molt els negocis i no s'hi volia dedicar. En canvi, el seu germà va seguir els passos del seu pare fent-se càrrec del negoci familiar.
Amb els anys va anar treballant en el disseny de, pràcticament, diversos milers de llibres publicats per l'empresa. També es va encarregar de la traducció de diversos llibres al neerlandès.

## Influències
Va començar a dibuixar de molt jove i va anar adquirint influència d'altres artistes. Un dels seus primers treballs va dibuixar caràtules per al diari del seu col·legi a l'estil de Walt Disney.
La seva major influència va ser, possiblement, Henri Matisse. Els primers treballs d'en Dick Bruna estaven basats en collages del pintor francès.
Es diu que Dick Bruna i Pablo Picasso admiraven els seus treballs mútuament.